# 劉晏含
劉 晏含（りゅう あんがん/リウ・ヤンハン、Liú Yànhánリヨウ・イェンハン、女性、1993年1月19日 - ）は、遼寧省出身の中華人民共和国のバレーボール選手である。中国代表。

## 来歴
1993年、中華人民共和国の遼寧省出身。2009年にArmyに入団し、バレーボール選手としてのキャリアをスタートさせる。2010年にベトナムで開催されたアジアジュニア選手権で金メダルを獲得し、自身もMVPに選ばれた。2013年のU23世界選手権で金メダルを獲得した。
2014年にシニア代表に初選出され、同年9月に開催されたアジアカップではエースとして攻守に活躍を見せ、2大会ぶりの優勝に導き、ベストウィングスパイカー賞を受賞した。2015年のワールドカップでは三大大会初出場を果たし、金メダルを獲得した。2019年のネーションズリーグでは銅メダルを獲得し、大会のベストアウトサイドヒッター賞を受賞した。同年9月のワールドカップでは2連覇に貢献した。2021年開催の東京2020オリンピックに出場した。

## 球歴
- オリンピック - 2021年
- ワールドカップ - 2015年、2019年
- ワールドグランプリ - 2015年
- ネーションズリーグ - 2019年、2021年

## 受賞歴
- 2010年 アジアジュニア選手権 MVP
- 2014年 アジアカップ ベストウィングスパイカー賞
- 2015年 第1回アジアU-23女子バレーボール選手権　MVP、ベストアウトサイドスパイカー賞
- 2018年 アジアカップ MVP
- 2019年 ネーションズリーグ ベストアウトサイドヒッター賞

## 所属クラブ
- 八一（2009-2020年）
- Liaoning（2020-2021年）
- 渤海銀行女排（2021-）